# Конвенция Монтрё о статусе проливов
Конвенция Монтрё 1936 года — конвенция, восстановившая суверенитет Турции над проливами Босфор и Дарданеллы из Чёрного в Средиземное море, принятая на Конференции о режиме Черноморских проливов, проходившей 22 июня — 21 июля 1936 года в г. Монтрё (Швейцария). При этом Турция обязалась соблюдать принципы международного морского права.

## История
Конференция о режиме Черноморских проливов проходила 22 июня — 21 июля 1936 года в г. Монтрё (Швейцария) с участием СССР, Турции, Великобритании, Франции, Болгарии, Румынии, Греции, Югославии, Австралии и Японии. Конференция была созвана по предложению Турции в целях пересмотра конвенции о режиме Черноморских проливов, принятой на Лозаннской конференции 1922—1923 года. Италия отказалась от участия в конференции, так как страны-участницы поддержали международные санкции против Италии в связи с ситуацией в Эфиопии. На конференции в Монтрё Великобритания выступила с предложением уравнять права черноморских и нечерноморских держав на проход их военных кораблей через проливы. В конечном итоге конференция не была сорвана и привела к выработке согласованных решений. 20 июля страны-участницы подписали новую конвенцию о режиме проливов, на основе которой Турция получила право ремилитаризировать зону проливов.

## Основные положения конвенции
Конвенция Монтрё сохраняет за торговыми судами всех стран свободу прохода через проливы как в мирное, так и в военное время. Статьи 2—7 рассматривают проход торговых судов. Конвенция состоит из 29 статей, четырёх приложений и одного протокола. В статьях 8—22 рассматривается проход военных кораблей. Ключевой принцип свободы прохода и навигации изложен в статьях 1 и 2. Статья 1 гласит: «Высокие Договаривающиеся Стороны признают и подтверждают принцип свободы прохода и навигации по морю в проливах». Статья 2 гласит: «В мирное время торговые суда пользуются полной свободой прохода и плавания в проливах днем и ночью под любым флагом с любым видом груза».
Однако конвенция устанавливает различный режим прохода военных кораблей для флотов черноморских и нечерноморских государств. Черноморские державы — это Турция, Румыния, Болгария, СССР до 1991 года, Россия с 1991 года, Украина с 1991 года, Грузия с 1991 года.
При условии предварительного уведомления властей Турции черноморские государства могут проводить через проливы в мирное время свои военные корабли любого класса. Для военных кораблей нечерноморских держав введены существенные ограничения по классу (проходят лишь мелкие надводные корабли) и по тоннажу. Общий тоннаж военных судов нечерноморских государств в Чёрном море не должен превышать 30 тысяч тонн (с возможностью повышения этого максимума до 45 тысяч тонн в случае увеличения военно-морских сил черноморских стран) со сроком пребывания не больше 21 суток. 
В случае участия Турции в войне, а также если Турция посчитает, что ей непосредственно угрожает война, ей предоставлено право разрешать или запрещать проход через проливы любых военных судов. 
Комиссия по международным проливам была упразднена, разрешив полное возобновление турецкого военного контроля над проливами и перераспределение Дарданелл. Турция была уполномочена закрыть проливы для всех иностранных военных кораблей в военное время или когда ей угрожала агрессия. Также было разрешено отказаться от транзита торговых судов, принадлежащих странам, воюющим с Турцией. Конвенция ликвидировала предусмотренную Лозаннской конвенцией международную комиссию по проливам с передачей её функций правительству Турции.
В Конвенции Монтрё указано, что суда проходят через проливы бесплатно, однако в соответствии с Приложением I к конвенции сборы и платы устанавливаются для следующих услуг: санитарный контроль; маяки, освещаемые буи, буи, ограждающие фарватер; спасательная служба, включая радиомаяки, спасательные шлюпки, сирены, туманные сигналы и прочее. Ещё с 1936 года размер этих сборов рассчитывается на основе стоимости золотого франка, который на тот момент был эквивалентен 0,80 доллара США. Привязанный к стоимости золота, золотой франк с 1930 по 2003 год был денежной единицей Банка международных расчётов. В 1983 году Турция оценила 1 золотой франк в 0,8063 доллара США, а в 2022 году — в 4,42 доллара. В 2022 году было решено не оставлять золотой франк фиксированным, а обновлять его цену ежегодно в конце июня.

## Значение конвенции
Принятые на конференции в Монтрё решения стали для своего времени шагом вперёд на пути признания прав черноморских стран в вопросе о статусе проливов. Италия присоединилась к конвенции Монтрё в 1938 году.
В 1945 году на Потсдамской конференции СССР пытался пересмотреть конвенцию Монтрё, требуя военно-морской базы в Дарданеллах и благоприятного режима прохода через проливы. Одновременно были выдвинуты территориальные претензии СССР к Турции. От данных требований СССР отказался 30 мая 1953 года после смерти Сталина, с приходом к власти Маленкова.

### Вопрос о проходе авианосцев
Одним из спорных вопросов в отношении конвенции является возможность прохода пролива авианосцами. Статья 10 оговаривает:
В мирное время легкие надводные корабли, небольшие боевые суда и вспомогательные суда, независимо от того, принадлежат ли они Державам, прибрежным к Чёрному морю, или нет, каков бы ни был их флаг, будут пользоваться правом свободы прохода через Проливы, без каких-либо сборов или плат, поскольку они входят туда днем и на условиях, предусмотренных в изложенных ниже статьях 13 и следующих.
Военные корабли иные, чем те, которые подходят под классы, указанные в предыдущем абзаце, будут иметь право прохода лишь на особых условиях, предусмотренных в статьях 11 и 12.
При этом, статья 11 оговаривает право прохода линейных кораблей, статья 12 — правило прохода подводных лодок. Приложение II пункт B конвенции дает определение классам линкоров, легких боевых кораблей, малых боевых и вспомогательных судов, подводных лодок и отдельно авианосцев:
Авианосцами являются надводные военные корабли, которые, каково ни будь их водоизмещение, предназначены или устроены преимущественно для перевозки и ввода в действие на море воздушных судов. Если военный корабль не был предназначен или устроен преимущественно для перевозки и ввода в действие на море воздушных судов, то устройство на этом корабле палубы для спуска или взлета не будет иметь последствием включение его (корабля) в класс авианосцев.
Таким образом, формально авианосцы не имеют права прохода проливами, так как статья 10 оговаривает условия прохода только для легких надводных, небольших и вспомогательных кораблей, и особо оговаривает, что кроме них право прохода имеют лишь линкоры (статья 11) и подводные лодки (статья 12). Авианосцы оказываются де-факто исключёнными из числа кораблей, имеющих право на проход проливов. Исключением является ситуация, при которой Турция является воюющей стороной либо считает себя находящейся под прямой военной угрозой — в этом случае, согласно статьям 20 и 21, Турция имеет право регулировать проход кораблей по своему усмотрению.
Несмотря на формальное отсутствие правил для прохода авианосцами проливов, СССР не испытывал значимых сложностей с выведением через проливы своих авианесущих крейсеров, строившихся в Николаеве. Периодически высказываются предположения, что наличие на советских авианесущих кораблях мощного ударного вооружения было связано именно со стремлением избежать формальной классификации этих кораблей как авианосцев — то есть предназначенных или устроенных преимущественно для перевозки и ввода в действие на море воздушных судов.

### Соблюдение Конвенции Монтрё ВМС США
- В 2008 году во время войны в Грузии в акваторию Чёрного моря заходило американское военное судно Mount Whitney с водоизмещением около 12500 тонн. В связи с этим вставал[где?] вопрос о применимости конвенции Монтрё[6], при том, что конвенция не запрещает вход в Чёрное море вспомогательным судам нечерноморских стран водоизмещением более 10 000 тонн.
- В феврале — марте 2014 года фрегат ВМС США Taylor провел в Чёрном море 33 дня вместо допускаемых конвенцией 21. Задержка объяснялась необходимостью устранить поломку винта: 12 февраля при заходе в турецкий порт Самсун фрегат наскочил на мель и потерял ход. 3 апреля 2014 года министр иностранных дел России Сергей Лавров в ходе переговоров с казахстанским коллегой Ерланом Идрисовым заявил, что корабли США в Чёрном море «пару раз продлевали свое пребывание за пределы установленных сроков» (при этом не указав ни первый случай нарушения, ни второй). В ответ министр иностранных дел Турции Ахмет Давутоглу заявил, что Турция всегда буквально выполняла условия конвенции.

Однако следует отметить, что согласно статье 21:
В случае, если Турция считала бы себя находящейся под угрозой непосредственной военной опасности, она будет иметь право применять положения статьи 20 настоящей Конвенции. 
Если Турецкое правительство использует возможности, предоставляемые ей изложенным выше абзацем первым, она уведомит об этом Высокие Договаривающиеся Стороны, а также Генерального Секретаря Лиги Наций.
Если Совет Лиги Наций большинством в две трети голосов решит, что меры, принятые таким образом Турцией, не обоснованы и если таково будет равным образом мнение большинства Высоких Договаривающихся Сторон, подписавших настоящую Конвенцию, то Турецкое правительство обязуется отменить данные меры, а также те, которые были бы приняты в силу статьи 6 настоящей Конвенции.
Ввиду расформирования Лиги Наций, право на применение статьи 20 -
Во время войны, когда Турция является воюющей стороной, постановления статей 10 — 18 не будут применяться; проход военных кораблей будет зависеть исключительно от усмотрения Турецкого правительства.
— находится целиком и полностью в юрисдикции самой Турции. Таким образом, Турция вправе — если считает ситуацию угрожающей для себя — регулировать режим проливов по своему усмотрению, в том числе разрешать военным кораблям нечерноморских держав находиться в акватории неограниченное время.

### Планы строительства канала в обход пролива Босфор
Президент Турции Реджеп Тайип Эрдоган продвигает «проект десятилетия» — строительство Стамбульского канала между Мраморным и Чёрным морями, который может стать альтернативой Босфорскому проливу. Утверждается, что эти планы вызывают беспокойство у российских властей, которые опасаются, что на военные корабли, которые смогут использовать новую водную артерию, не будут распространяться ограничения, налагаемые Конвенцией Монтрё.
Однако стоит учитывать, что конвенция, с одной стороны, регулирует порядок прохода через проливы Босфор и Дарданеллы, а с другой — устанавливает ограничения по общему тоннажу военных кораблей черноморских и нечерноморских государств, а также сроки пребывания в акватории Чёрного моря военных кораблей нечерноморских государств. Наличие или отсутствие дополнительной водной артерии не меняет международно-правового режима, установленного конвенцией в отношении Чёрного моря.
С другой стороны, в Турции уже неоднократно высказывали недовольство некоторыми положениями конвенции Монтрё. После завершения строительства канала Турция может вообще упразднить эту конвенцию и предложить новый международный правовой статус строящегося канала. Так, премьер-министр Турции Бинали Йылдырым 16 января 2018 года заявил журналистам, что «Канал Стамбул — искусственный канал, который не имеет ничего общего с настоящей Конвенцией». По мнению российского востоковеда Евгения Сатановского, в случае такого сценария развития событий «будет похоронена конвенция Монтрё, и статус проливов вернётся к состоянию на 1913 год, а транзит будет зависеть от настроения Анкары».
Мэрия Стамбула во главе с Экремом Имамоглу выступает против строительства канала, поскольку оно может вызвать экологическую катастрофу (потенциальное загрязнение пресного озера Дурусу, из которого берётся 20 % питьевой воды города, уничтожение сельскохозяйственных и лесных угодий, потенциальные загрязнение подземных вод солью, усиление наводнений, изменение солёности и видового состава Мраморного моря) и на время работ парализует жизнь в 15-миллионной агломерации.
По данным социологических опросов, 7,9 % жителей Стамбула поддерживают строительство канала, а 80,4 % выступают против.